# Andrena cupreotincta
Andrena cupreotincta är en biart som beskrevs av Cockerell 1901. Andrena cupreotincta ingår i släktet sandbin, och familjen grävbin. Inga underarter finns listade i Catalogue of Life.